# Ecnomina zealandica
Ecnomina zealandica är en nattsländeart som beskrevs av Keith A.J. Wise 1958. Ecnomina zealandica ingår i släktet Ecnomina och familjen trattnattsländor. Inga underarter finns listade i Catalogue of Life.